# 완주 갈동 출토 정문경 일괄
완주 갈동 출토 정문경 일괄(完州 葛洞 出土 精文鏡 一括)은 전북특별자치도 전주시 완산구 국립전주박물관에 있는, 초기 철기시대인 기원전 2세기 경에 사용된 2점의 청동제 거울이다. 2019년 6월 26일 대한민국의 보물 제2034호로 지정되었다.

## 개요
'완주 갈동 출토 정문경 일괄'은 초기 철기시대인 기원전 2세기 경에 사용된 2점의 청동제 거울로서, 정식 발굴조사에 의해 출토된 보기 드문 사례이다. 전라북도 완주군 이서면 반교리에 위치한 갈동 5호 및 7호 토광묘에서 각각 한 점씩 출토되었다.
한반도에서 지금까지 출토된 정문경은 약 60점이며, 그 중 전(傳) 논산 정문경은 국보 제141호로 지정되어 있고, 화순 대곡리 적석목관묘 출토 정문경은 함께 출토된 팔주령(八珠鈴), 쌍주령(雙珠鈴) 등과 함께 국보 제143호로 지정되어 있다. 완주 갈동 5호 토광묘와 7호 토광묘에서 출토된 정문경 2점은 전(傳) 논산 정문경이나 화순 대곡리 정문경보다 늦은 시기에 제작된 것으로 문양이 매우 장교하고 잘 구성되어 있다. 따라서 초기 철기시대의 늦은 시기를 대표할 수 있는 정문경으로 판단되며, 우리나라 청동기 제작기술의 정수를 보여주는 유물로 평가할 수 있다.
이와 같이 완주 갈동 출토 정문경 2점은 출토지점과 출토정황이 명확할 뿐 아니라 완형에 가깝고 뒷면에 새겨진 문양도 매우 세밀하고 아름다워 우리나라 초기 철기시대 청동기 주조기술을 이해하는데 매우 높은 가치를 지니고 있으므로, 보물로 지정해 보존 및 관리할 필요가 있다.

## 같이 보기
- 완주 갈동 출토 동검동과 거푸집 일괄

## 참고 자료
- 완주 갈동 출토 정문경 일괄 - 국가유산청 국가유산포털